# Чавчавадзе Іван Сульханович
Князь Іван Сульханович Чавчавадзе (1826-1913) - генерал-майор російської імператорської армії, учасник російсько-турецької війни 1877-1878 р.р.

## Біографія
Іван Чавчавадзе народився в 1826 році в грузинській родині Чавчавадзе. Він був учасником Кримської війни 1853—1856 років. Мав звання генерал-майора, очолював 75-ий піхотний Севастопольський полк. 12 червня 1878 року був нагороджений орденом святого Георгія 4-го ступеня." В нагороду за відвагу, проявлену в боях з турками під час атаки 12 січня 1878 року, в укріпленій ворожій позиції біля села Доліс-Хана, де йдучи на чолі колони Чавчавадзе відважно штурмував неприступну позицію і змусив втікати набагато сильніших ворогів, до того ж забрав у них зброю"
Коли закінчилась війна, Іван Чавчавадзе вийшов у відставку. Він був лідером дворянства Тифліської губернії. Помер у 1913 р. у Тіфлісі.

## Приватне життя
Іван Чавчавадзе був одружений з князівною Дар'єю Романівною Андроніковою, дочкою генерал-майора князя Р. І. Андронікова. Дар'я  входила до Жіночого благодійного товариства імені Св. Ніни у Тифлісі. За свою діяльність у 1906 році була нагороджена орденом св. Катерини (малого хреста). У шлюбі дітей не було.